# Watch (Unix)
watch je GNU nástroj příkazové řádky, který spustí zadaný příkaz opakovaně a zobrazí výstup na stdout, takže lze sledovat jak se v průběhu času mění. Ve výchozím nastavení je příkaz spuštěn každé 2 sekundy, ale lze to nastavit argumentem -n secs. Vzhledem k tomu, že je příkaz předán sh -c, je nutné ho pro správnou funkci napsat do uvozovek.

## Syntaxe
```
watch [
options
] 
command
 [
command options
]
```

## Příklad
```
watch "
ps
 -e | 
grep
 php"
```

Tento příklad generuje každé 2 sekundy seznam procesů. Vybere jen řádky které obsahují slovo „php“, a zobrazí výsledky. Výstup může vypadat nějak takto:
```
Every 2s: ps -e | grep php                             Tue Jan 30 14:56:33 2007

reconst  30028  0.0  0.0  7044 2596 ?        S    Jan23   0:00 vim -r core/html_api.php
cinonet  28009  0.0  0.2 20708 11064 ?       SN   Jan25   0:30 php5.cgi
donoiz   23810  0.0  0.2 22740 10996 ?       SN   Jan27   0:30 php.cgi 43/pdf
```

Příkaz watch je užitečný pro sledování změn v čase, jako je opakované spouštění příkazu ls -l pro sledování změny velikosti souboru, nebo pro nepřetržité sledování určitých procesů jako ve výše zmíněném příkladě.

## Argumenty
- -d : Zvýrazní rozdíly mezi opakováním
- -h : Zobrazí nápovědu a ukončí se
- -n secs : Určuje interval mezi prováděním příkazu v sekundách
- -t : Nezobrazovat hlavičku
- -v : Vypíše informace o verzi a ukončí se